# Representación proporcional en México
En México, el principio de representación proporcional es aquel establecido por la constitución política para la elección de 200 diputados federales mediante un sistema de cinco listas regionales en que se divide la República y a 32 senadores de una única lista. Este concepto apareció por primera ocasión en ese país con motivo de las reformas políticas de diciembre de 1977, en el caso de los diputados, y en agosto de 1996, en el de los senadores.[cita requerida]
En este sistema, cada partido político lista a 200 ciudadanos para acceder a las diputaciones según este principio, de donde, según el número de votos que en total haya obtenido en cada circunscripción plurinominal, el partido tendrá derecho a una cantidad de diputados federales que proporcionalmente le corresponda según un cálculo aritmético realizado por el Instituto Nacional Electoral. Una vez determinada la cantidad de diputados, se procederá a designarlos a partir del primero de ellos que aparezca en cada lista y hasta que se agote el total de diputados que le correspondan al partido.[cita requerida]
En ningún caso se le podrá asignar a un partido un porcentaje de diputados que supere en ocho por ciento al porcentaje de votos que obtuvo. Del mismo modo, ningún partido podrá contar con más de 300 diputados en total por ambos principios (mayoría relativa y representación proporcional).
En el caso de los senadores, a partir de la reforma política de agosto de 1996, cada partido elabora su lista de 32 ciudadanos, uno por cada estado de la federación, para que, una vez concluida la elección, se asignen las senadurías mediante el mecanismo establecido en la ley reglamentaria.[cita requerida]

## Antecedente
Según este principio, los diputados federales sustituyeron a los diputados de partido que, conforme a la reforma constitucional de junio de 1963, se elegían por riguroso orden del porcentaje de votos entre los candidatos a diputados del mismo partido que hubieran perdido en su distrito electoral, siempre y cuando el partido lograra al menos el dos por ciento de la votación total y no hubiese ganado más de veinte distritos.[cita requerida]
Este sistema reconocía que algún candidato podía perder con un número pequeño de votos, pero que, al mismo tiempo, podía obtener más votos que otros candidatos, incluso ganadores. En consecuencia, y tomando en cuenta que la Cámara de Diputados se sustenta en la llamada representación popular, resultaba justo que estos candidatos accedieran a la Cámara de Diputados, no obstante haber perdido en su distrito. Y, por otra parte, con esto se otorgaba representación política a las denominadas minorías en un sistema dominado dictatorial. El sistema tenía a su favor, en teoría, que beneficiaría democráticamente a los candidatos que despertaran el interés del electorado y abriría opciones a otras opiniones políticas. Sin embargo, en un escenario de fraude electoral generalizado como el que imperaba, no se cumplió con los propósitos.[cita requerida]